# ミルフォード (マサチューセッツ州)
ミルフォード（英: Milford）は、アメリカ合衆国マサチューセッツ州のウースター郡にある町。周囲で桃色花崗岩を産出することから19世紀から20世紀にかけて採掘町として栄えた。マサチューセッツ州矯正局が所在する。

## 歴史
1662年、Mendonの一部として入植が始まり、1676年フィリップ王戦争で荒廃したものの、1680年から入植が再開された。ミルフォードの名は当地の西を流れるミル川(Mill River)に浅瀬が目立っていたことに因むと言われている。ミルフォードの町は1780年4月11日に設立され、1819年に初代のタウンホールが建てられた。現在のタウンホールは1854年に建てられ、1977年にアメリカ合衆国国家歴史登録財となっている。

## 花崗岩
ミルフォードは1870年に発見された桃色花崗岩(Milford granite)で有名である。これはボストン公共図書館や、ニューヨークのペンシルベニア駅初代駅舎およびジェームズ・ファーレー郵便局といった建築物に利用されている。またウェストポイントの陸軍士官学校にある南北戦争の戦没将兵記念碑はミルフォード花崗岩で造られており、西半球最大の花崗岩柱だとされている。

## 住民
2010年国勢調査による人口は27,999人で、およそ9割が白人である。

### 著名な出身者
- ジョセフ・マレー - ノーベル生理学・医学賞（1990年）